# Hennadij Bałaszow

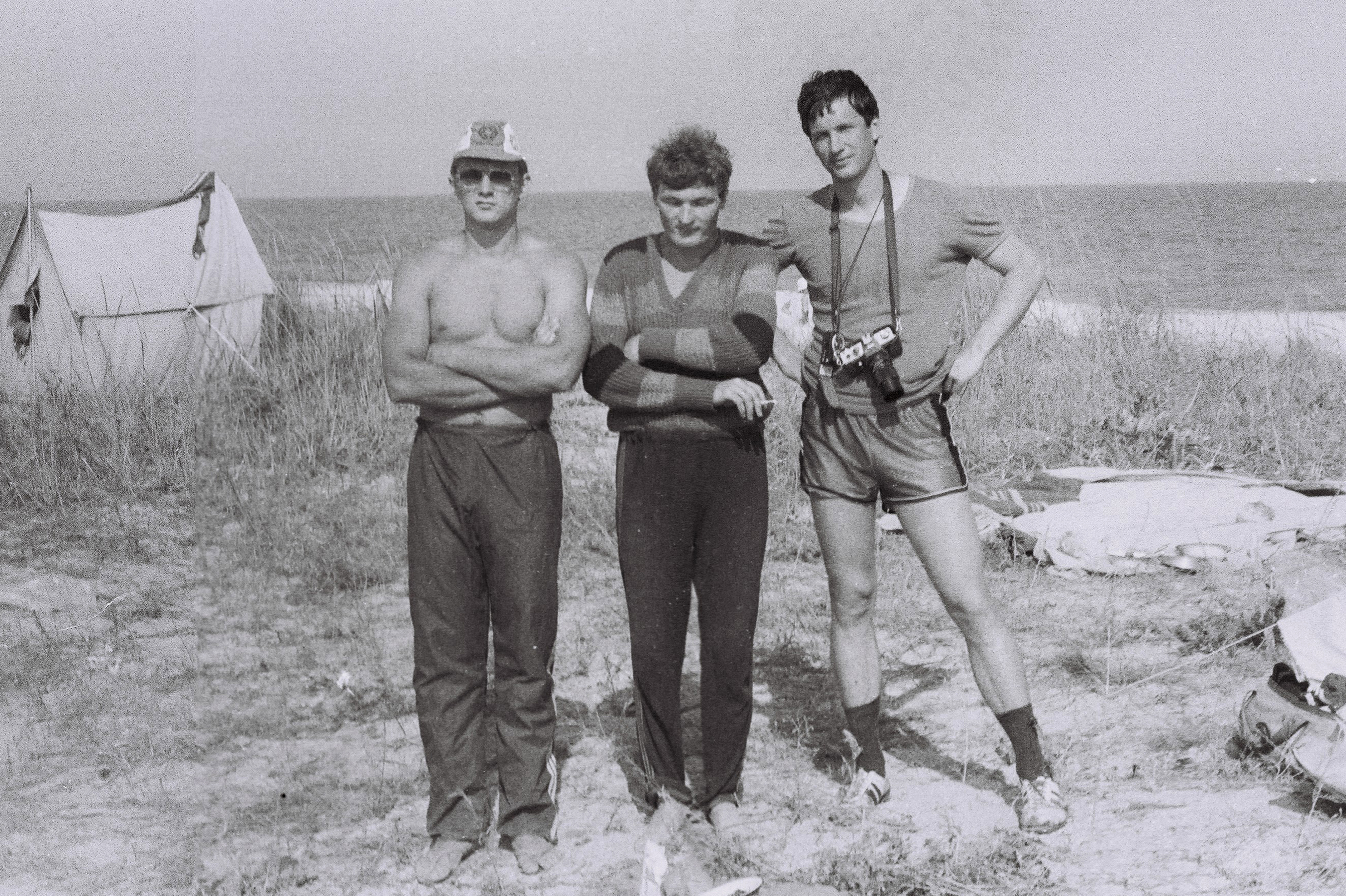
Jurij Jelistratow, Hennadij Bałaszow, Wadym Czupryna, Morze Azowskie, 1986

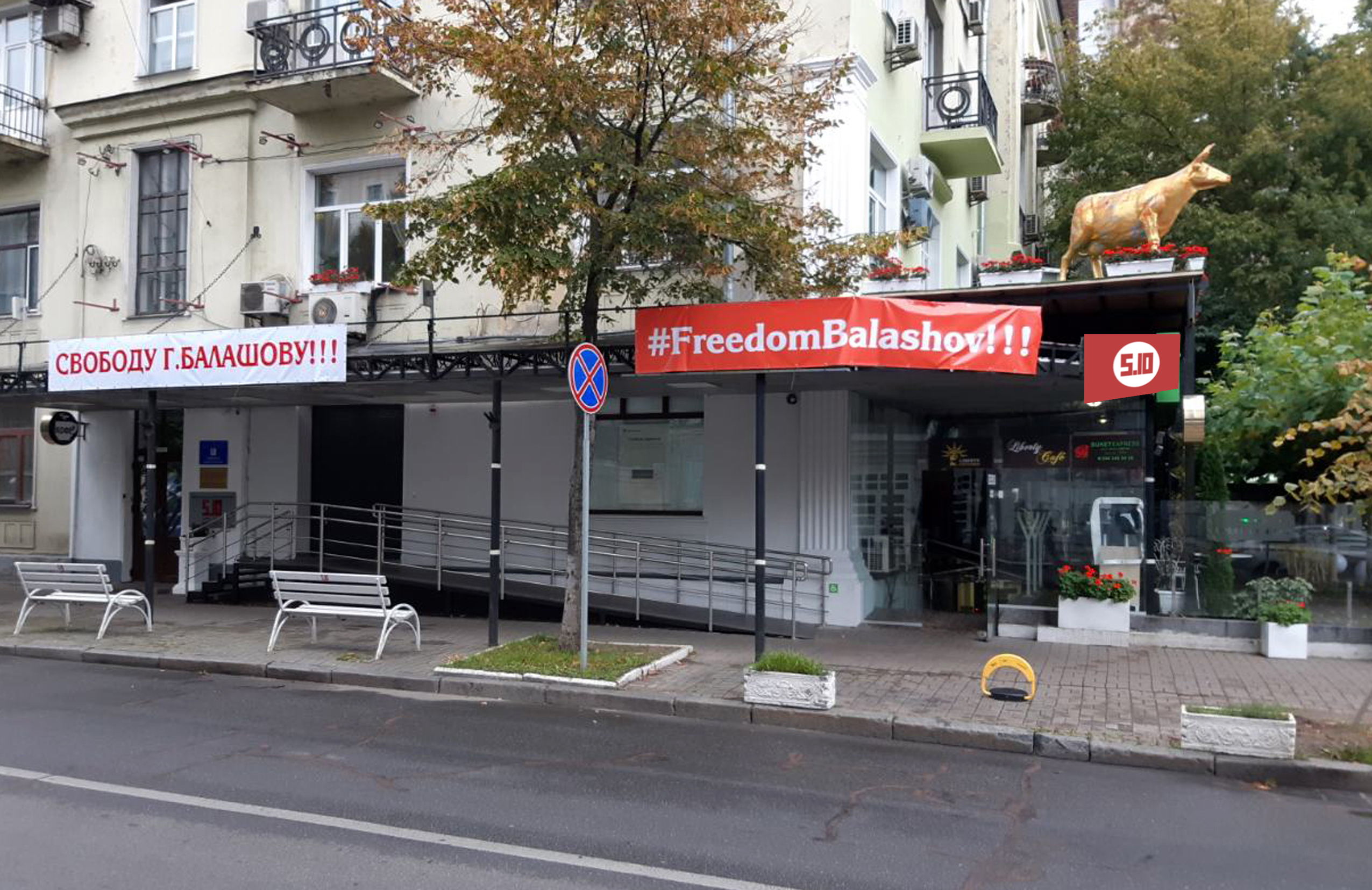
Ukraina, miasto Kijów, biuro partii 5.10 września 2021 r.
Wolność dla Hennadija Bałaszowa.

Hennadij Wiktorowycz Bałaszow (ukr. Геннадій Вікторович Балашов; ur. 20 lutego 1961 w Dniepropietrowsku, USRR, ZSRR) – ukraiński przedsiębiorca, publicysta, blogger, działacz polityczny i społeczny, lider partii politycznej 5.10.
Postuluje wprowadzenie kardynalnej reformy podatkowej dla Ukrainy, tzw. system „5.10” (5% – podatek od sprzedaży i 10% – podatek od wynagrodzeń).

## Życiorys
Urodził się 20 lutego 1961 roku w mieście Dniepropietrowsk. W 1987 roku ukończył studia na Wydziale Ekonomicznym Dniepropietrowskiego Uniwersytetu Narodowego ze specjalnością „Ekonomia pracy”.
Publicysta polityczny, bloger, dyrektor agencji nieruchomości, autor książek o przedsiębiorczości. Prowadził audycję Stres-show „Psychołohija hroszej” na antenie Biznes-radio 98,3 fm oraz programu Show Bałaszowa. Psychołohija hroszej w telewizji Business.

## Publikacje
- Как стать авантюристом. Размышления миллионера, 2011 (ISBN 978-966-415-033-7) (ros.)
- Монархия предпринимателя. Как стать царём?, 2014 (ISBN 978-5-9775-0504-8) (ros.)